# Cheyenne Brando
Pour les articles homonymes, voir Brando.
Tarita Cheyenne Brando, née le 20 février 1970 à Tahiti et morte le 16 avril 1995 à Punaauia, est un mannequin français.

## Biographie
Originaire de Tahiti, elle est la fille de Marlon Brando et de sa troisième épouse Tarita, qu'il a rencontrée pendant le tournage des Révoltés du Bounty (1962).
Ses parents divorcent en 1972 et Cheyenne Brando grandit en Polynésie française auprès de sa mère. Mannequin, elle est victime d'un accident de la route en 1989 qui lui laisse des séquelles physiques et rend impossible la poursuite de sa carrière. Par la suite, elle est sujette à des périodes de dépression. Peu après, en couple avec Dag Drollet, le fils d'un homme politique tahitien, elle s'installe à Los Angeles dans la propriété de son père sur Mulholland Drive pour attendre la naissance de leur enfant. En mai 1990, Drollet est abattu par le demi-frère de Cheyenne, Christian Brando (en). Un mois après, Cheyenne donne naissance à leur fils Tuki Brando, qui sera élevé par sa grand-mère après la mort de sa mère.
Dans les années qui suivent la mort de Drollet et le jugement de Christian, la santé mentale de Cheyenne devient une préoccupation. Elle entre à plusieurs reprises en cure de désintoxication et fait des séjours dans des hôpitaux psychiatriques. Elle est ensuite officiellement diagnostiquée comme souffrant de schizophrénie, s'isolant de plus en plus et perdant la garde de son fils. Le 16 avril 1995, Cheyenne se suicide à Punaauia.